# Tallero di Maria Teresa
Il tallero di Maria Teresa è stata una moneta molto utilizzata nei commerci mondiali in passato e che ha considerabilmente esteso la fama dell'Imperatrice Maria Teresa, che regnò in Austria, Ungheria e Boemia dal 1740 al 1780. Nel 1753 l'Austria firmò un trattato con il Ducato di Baviera che regolamentava il contenuto di argento fino dei talleri. Le monete prodotte successivamente portano una X dopo la data e si definiscono talleri di convenzione (Konventionstaler). Molti altri stati germanici e anche la Repubblica di Venezia si adeguarono a questa convenzione determinando il riconoscimento internazionale e il successo di questa moneta.
Dal 1780 in poi, anno di morte dell'Imperatrice, la moneta è stata sempre emessa con la stessa data del 1780 ed è stata coniata dalle seguenti zecche: Birmingham, Bombay, Londra, Parigi, Roma e Utrecht, oltre che dalla zecche Asburgiche di Bruxelles, Hall, Günzburg, Karlsburg, Kremnitz, Milano, Venezia, Praga e Vienna.
Tra il 1751 e il 2000 sono stati coniati circa 389 milioni di pezzi. Dal 1946, la zecca di Vienna ne ha emessi più di 49 milioni e viene tuttora prodotta.
All'inizio del Novecento è stata la moneta ufficiale dell'Etiopia e nello stesso periodo la banca dell'Abissinia emetteva in Talleri anche le banconote. È stata una delle prime monete usate negli Stati Uniti e ha probabilmente contribuito (accanto al Real da 8 spagnolo) alla scelta degli Stati Uniti di usare il dollaro come unità monetaria. Il tallero di Maria Teresa è stata anche la moneta di Muscat e Oman dove le monete venivano contraddistinte dalle originali attraverso contromarche con caratteri in arabo.
La moneta è anche attualmente popolare in Africa e nel Medio Oriente. È una bella moneta d'argento con il ritratto dell'Imperatrice sul dritto e l'aquila bicefala Austro-Ungarica al rovescio.
La moneta prodotta dalla zecca di Vienna ha un diametro di 39,5 mm uno spessore di 2,5 mm, pesa 28,0668 grammi di cui 23,3795 g d'argento fino, pari a un titolo di 833/1000. Differenze nelle dimensioni, titolo, peso e alcuni dettagli del conio si possono ritrovare nelle monete prodotte da altre zecche su concessione della zecca di Vienna, per permettere il riconoscimento della zecca produttrice.

## IlVecchio Conio
Con il termine "Vecchio Conio" si indicano invece le monete coniate all'epoca di Maria Teresa d'Austria. Talvolta questo termine è utilizzato anche per indicare quei conî che furono realizzati successivamente, ma comunque prima dell'accordo Italia-Austria del 1935. Infatti, dato l'alto gradimento riscontrato fra le popolazioni del Levante, il Tallero di Maria Teresa fu ripetutamente coniato in diverse zecche occidentali: Firenze lo coniò nel 1814 e nel 1828, Venezia dal 1815 al 1835 e durante il Governo Provvisorio (1848-1849). I talleri del "Vecchio Conio" presentano le seguenti caratteristiche: titolo 833/1000 e diametro variabile tra i 40,80 e i 42,50 mm.

## IlNuovo Conio
Questa moneta venne invece coniata dalla zecca di Roma per 25 anni, grazie all'accordo stipulato tra il governo italiano e quello austriaco il 9 luglio 1935. I talleri vennero coniati dal Regno d'Italia per la Colonia Eritrea in sostituzione del cosiddetto Tallero d'Italia. Nel 1961 l'Italia restituì una copia dei conî alla zecca di Vienna, mentre una seconda copia venne donata al Museo della Zecca a Roma. La tiratura indicata in questo periodo fu di 19 446 729 pezzi. Questi pezzi sono definiti "Nuovo Conio" per distinguerli dagli originali.

I talleri coniati a Roma hanno le seguenti caratteristiche: titolo 835/1000; diametro di 40 mm; la legenda, sul contorno, maggiormente corposa e in rilievo; bordo sfuggente e quindi senza orlo. La zecca italiana ha inoltre differenziato il nuovo conio apportando una differenza d'immagine, aggiungendo due piccoli fili sotto le grandi piume dell'aquila asburgica sul retro delle monete.

## La convenzione monetaria
Come si è già accennato, l'Austria, nel 1753, firmò un trattato con il Ducato di Baviera per regolamentare il contenuto di argento fino dei talleri. Il segno identificativo dei talleri di convenzione o di Maria Teresa è indicato da una X (Croce di S. Andrea), posta al rovescio, dopo la data ed è stata impressa per ricordare la riforma monetaria Piede Monetario di 20 fiorini. In base a questo accordo si decise che da un marco di Colonia, 233,8555 g di argento fino, si dovessero ricavare monete per il valore di 20 fiorini. Quindi un fiorino, qualunque fosse il suo titolo, doveva contenere 11,69277 g (233,8555:20=11,69277) d'argento fino. Per questo motivo queste monete presero il nome di Talleri di Convenzione (Konventionstaler).